# Maerkelotritia crytopa
Maerkelotritia crytopa är en kvalsterart som först beskrevs av Banks 1904.  Maerkelotritia crytopa ingår i släktet Maerkelotritia och familjen Oribotritiidae. Inga underarter finns listade i Catalogue of Life.